# Richard Sterneck
Richard Sterneck, auch Richard Freiherr Daublebsky von Sterneck zu Ehrenstein, (* 27. Juni 1853 in Görz; † 4. Oktober 1893 in der Privat-Heilanstalt Eder in Wien) war Diplomat und Abgeordneter zum Österreichischen Abgeordnetenhaus.

## Leben
Richard Sterneck war Sohn des Hofrats und Gutsbesitzers Hermann Freiherr Daublebsky von Sterneck († 1890). Er besuchte von 1863 bis 1866 das Theresianum, danach bis 1872 das Gymnasium am Theresianum in Wien. Von 1872 bis 1876 studierte er Rechtswissenschaften an der Universität Wien und schloss das Studium im Jahr 1878 mit dem Titel Dr. iur. ab. Ab 1877 war er im diplomatischen Dienst tätig. Zunächst als Konzeptsaspirant im Außenministerium, danach war er ab 1879 Attaché in Dresden, ab 1882 in Brüssel und ab 1883 in Paris. Im Jahr 1887 war er Legationssekretär in Konstantinopel (heute Istanbul) und ab 1888 in Disposition. Ab 1891 war er Legationssekretär in Dresden und ab 1892 in Bukarest.
Richard Sterneck war ab 1881 Besitzer der Herrschaft Silberegg in der Gemeinde Krasta (heute Kappel am Krappfeld) und Grünburg in der Gemeinde Klein Sankt Paul im Bezirk St. Veit, heute Bezirk Sankt Veit an der Glan.
Er war römisch-katholisch und ab 1892 verheiratet mit Lydia Griswold, verwitwete von Dziembowska, mit der er einen Sohn hatte, der im Dezember 1893, also nach seinem Tod, geboren wurde. Später heiratete die Witwe im Jahr 1896 seinen Onkel Maximilian Daublebsky Freiherr von Sterneck (1829–1897), einen Admiral und Marinekommandanten.

## Politische Funktionen
Richard Sterneck war aufgrund einer Nachwahl nach dem Rücktritt von Zeno Vinzenz Graf von Goëss vom 24. Oktober 1888 bis zum 23. Januar 1891 Abgeordneter des Abgeordnetenhauses im Reichsrat (VII. Legislaturperiode), Kronland Kärnten, Kurie Großgrundbesitz.

## Klubmitgliedschaften
Richard Sterneck war Mitglied in der Vereinigung der verfassungstreuen Großgrundbesitzer und somit im Deutschösterreichischen Klub, der in der Vereinigten Deutschen Linken aufging.